# Вишен
 Тази статия е за бившето село в Сярско.  За селото в Костурско вижте Вишени.  
Вѝшен или Вѝшени (на гръцки: Βίσανη, Висани) е бивше село в Егейска Македония, на територията на дем Сяр, Гърция.

## География
Развалините на селото се намират на 9 километра северозападно от град Сяр в полите на планината Шарлия (Врондос), на два километра западно от Долно Метох. Източно от селото е манастирът „Света Богородица Вишенска“.

## История

### Етимология
Според Йордан Н. Иванов името е жителско име от начално *Вишане от местното име *Вис. Името е широко разпространено в българската езикова територия. Според Българския етимологичен речник също вероятно е от вис, височина + наставка -jan или от личното име Виша̀н. Сравними са старополските лични имена Wysze-mir, Wysze-słау, Wysz-ęta.

### Средновековие
На изток от селото са развалините на късносредновековната Вишенска крепост. В гръцки източници името на селото се среща като Βίσεν, Βίσανη, Βίσενη, Βίσιανη, Βήσ(ι)ανη, Βύσ(ι)ανη, Βίστανη, Βίσσιεν, Βίστανη.
През октомври 1338 година Теодора Кантакузина (1332 - 1381) дъщеря на император Йоан V и пета съпруга на султан Орхан дарява на манастира Кутлумуш манастира „Света Богородица Елеуса“, както и други имоти, като лозя на различни места, наречени Вишани (της Βήσσιανις), Кори (της Κόρης), Пигадин (του Πηγαδιού) и Нивища (των Νηβίστων). Това е първото историческо споменаване на Вишен, което очевидно е съществувало и по-рано, като най-вероятно е създадено през XIII век, без да се изключва да е съществувало и преди средновизантийския период.

### В Османската империя
Селото се споменава като Vīsen в османско преброяване от 1454/1455 година с население от 170 жители. Той също така споменава в 1641 година по повод смъртта на 15-годишно момиче, „погребано там в Вишани“ (ετάφη εκεί εις την Βήσανη).
В края на XIX век Вишен е чисто българско село в Сярска каза на Османската империя Според „Етнография на вилаетите Адрианопол, Монастир и Салоника“, издадена в Константинопол в 1878 година и отразяваща статистиката на населението от 1873 година, Вишен (Vichène) има 30 домакинства с 92 жители българи.
През 1881-1889 година има 92 жители.
В 1891 година Георги Стрезов определя селото като част от Овакол и пише:
| „ | Вишен, на СЗ от Сяр, чифлик, който принадлежи на Зеки бея чифлик; 1 час разстояние. Пътят е равен; почва умерена. Преди стотина години това село било доста голямо. Има две църкви, подобрата е „Св. Димитър“. Къщи 30, със 120 жители българе. В църквата се чете гръцки. | “ |

Според статистиката на Васил Кънчов („Македония. Етнография и статистика“) в 1900 година във Вишен живеят 200 българи християни.
Селото е чисто екзархистко. По данни на секретаря на екзархията Димитър Мишев („La Macédoine et sa Population Chrétienne“) в 1905 година в селото (Vicheni) има 80 българи екзархисти.
В 1910 година селото има 80 жители

### В Гърция
През Балканската война в 1912 година селото е освободено от българската армия, но в 1913 по време на Междусъюзническата война Вишен остава в Гърция.
При преброяването от 1912 - 1915 година има 30 жители.
Селото е запуснато след 1916 година по време на Първата световна война.
На мястото на селото в 1972 година е изграден Вишенският манастир „Света Богородица“.
В 1968 година местността е прекръстена от Вишани (Βήσανη) на Халасмата (Χαλάσματα).
В 1984 година е построена църквата „Свети Димитър“, на мястото на едноименен по-стар храм.

## Личности
Родени във Вишен
- Атанас Вишенли, деец на Сярската българска община[11]

Починали във Вишен
- Тодор Тилков (? – 1879), български духовник